# Pierre Blanchard
Pour les articles homonymes, voir Blanchard.
Pierre Blanchard (Dammartin, 20 décembre 1772 - Angers, 1856) est un écrivain et éditeur français. 

## Biographie
Libraire spécialisé dans l'éducation (1809-1811), il se fait connaître sous le nom de Platon Blanchard ou de P. B** au début de la Révolution française. En 1800-1801, il ouvre une institution pour jeunes gens à Paris et s'établit libraire vers 1809 pour commercialiser ses propres ouvrages d'éducation. Le 30 novembre 1811, il s'associe à Alexis Eymery pour créer l'entreprise P. Blanchard et A. Eymery, association qui cesse le 4 mai 1812. Alexis Eymery conserve alors l'adresse de la rue Mazarine. 
Breveté libraire le 1er octobre 1812, Pierre Blanchard se retire et Pierre-Charles Lehuby est breveté libraire en sa succession le 17 novembre 1834. 

## Œuvres

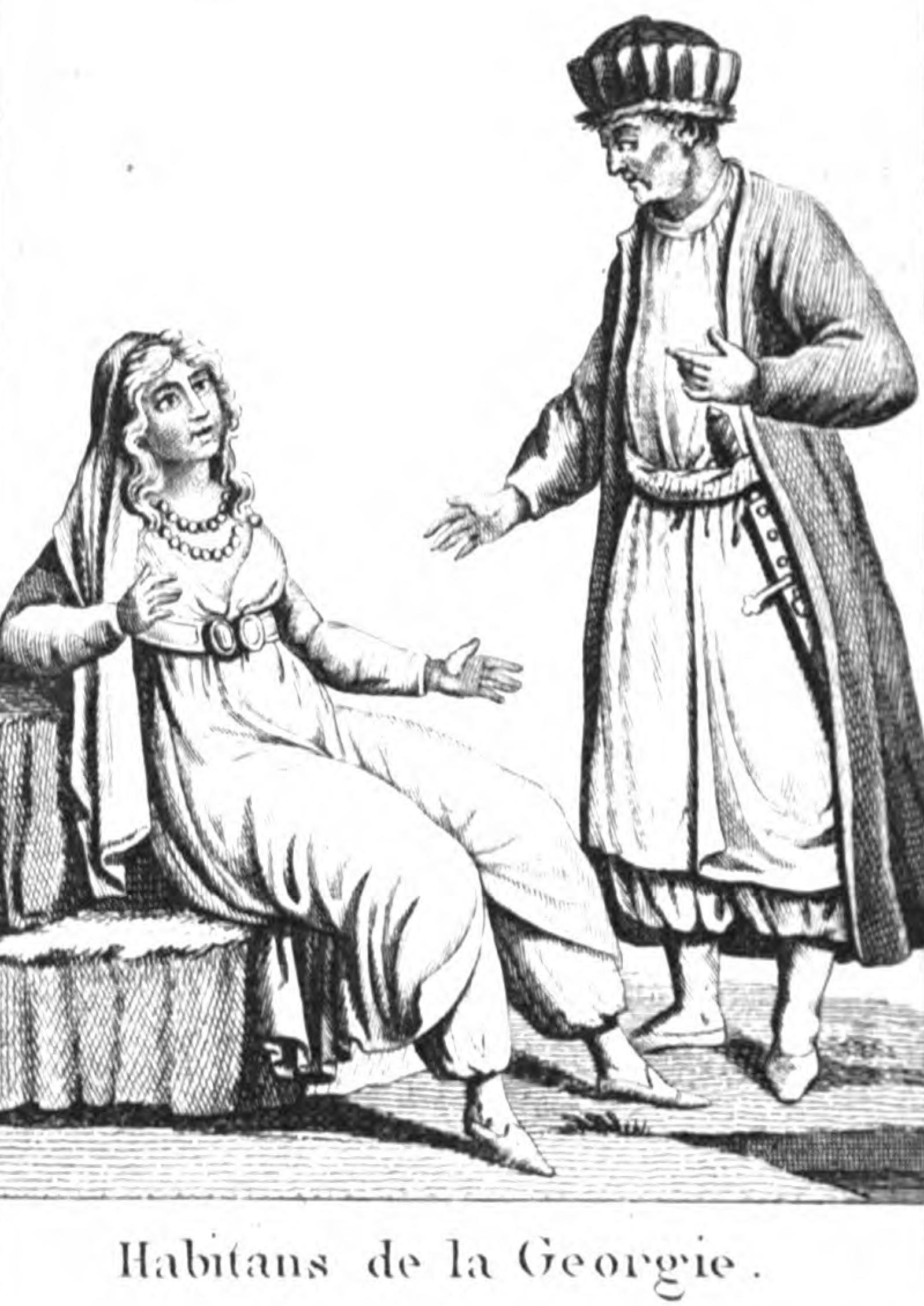
Habitans de la Georgie; Le Voyageur de la jeunesse dans les quatre parties du monde; 1806

- Catéchisme de la nature ou Religion et morale naturelles, 1793
- Félix et Pauline, ou le Tombeau au pied du Mont-Jura, 1793
- Le Rêveur sentimental, 1795
- Félicie de Vilmard, 3 vol, 1797
- Rose, ou la Bergère des bords du Morin, suivie de la Chaumière du vieux marin, 1797
- Richardet, ou le Jeune Aventurier, drame en 4 actes, en prose, à grand spectacle, 1800
- Mythologie de la jeunesse, ouvrage élémentaire, par demandes et par réponses, 1801
- Le Buffon de la jeunesse, ou Abrégé de l'histoire des trois règnes de la nature, ouvrage élémentaire, 1802
- Le Plutarque de la jeunesse, ou Abrégé des vies des plus grands hommes de toutes les nations, 4 vol, 1804
- Amusements de l'adolescence, ou Lectures agréables et instructives, à l'usage des deux sexes, 1808
- Beautés de l'histoire de France, ou Époques intéressantes, traits remarquables... depuis la fondation jusqu'à la fin de la monarchie, 1810
- Modèles des enfans, ou Traits d'humanité, de piété filiale, d'amour fraternel, 1811
- Le Voyageur de la jeunesse dans les quatre parties du monde, 6 vol, 1804; 2e édition, revue et augmentée, 1804; 5e éd. 1818
- Les accidens de l'enfance, 1813
- Premières Connaissances à l'usage des enfants qui commencent à lire, 1813
- Vies des hommes célèbres de toutes les nations, ouvrage élémentaire faisant suite au Plutarque de la jeunesse, 1805
- Fayel et Gabrielle de Vergy, avec Henri Franconi, 1820
- Mélanges d'histoire et de littérature. Lectures morales et amusantes pour la jeunesse, 1823
- Le Voyageur anglais autour du monde habitable, nouvelle méthode amusante et instructive pour étudier la géographie, 1826
- L'Ésope des enfans, ou Fables nouvelles en prose composées pour l'instruction morale de l'enfance. Livre de lecture pour le premier âge, 1827
- Premières Leçons d'histoire de France, ou Précis de cette histoire, depuis l'origine de la monarchie jusqu'au règne de Charles X, à l'usage de la jeunesse, 1830
- Le Nouvelliste de la jeunesse, 3 vol, 1832
- Le naufrage ou L'ile déserte, 1834
- Le nouvelliste de la jeunesse, 1837
- Edmund, récit du XVe siècle, imité de l'anglais, 1842
- A mes Enfants, ou les Fruits du bon exemple, historiettes morales, instructives et amusantes, racontées à la promenade, 1844
- Les Promenades de Fénelon dédiées à la jeunesse des deux sexes, 1846
- Récréations utiles, ou Récits d'un voyageur offrant des détails instructifs et curieux sur l'Afrique, les produits de son sol et les mœurs et usages des peuples de cette partie du monde, 1856